# Леманьский, Ян
Ян Лема́ньский (пол. Jan Lemański, 7 июля 1866, с. Глазево Плоцкой губернии Российской империи — 11 ноября 1933, Варшава) — польский поэт, прозаик, сатирик, сказочник периода Молодой Польши.

## Биография
Закончив плоцкую гимназию, изучал право в Варшавском университете.
С 1894 г. небольшие произведения Леманьского стали публиковаться на страницах газет и журналов. Был связан с журналом модернистов Chimera, в 1901—1907 г. входил в состав его редакции.
Безуспешно пытался застрелить свою жену поэтессу М. Коморницкую и совершить самоубийство, что сильно отразилось на его последующей жизни.
В межвоенный период отошел от литературной деятельности, работал чиновником в Министерстве внутренних дел Польши, затем киноцензором.

## Творчество
Автор пользовавшихся успехом поэтических сборников, оригинальных лирико-символических сказок, содержавших элементы явно выраженных насмешек и иронические размышления о человеческой природе, в сочетании с острой сатирой на буржуазный утилитаризм, фантастических произведений:
- Bajki (1902)
- Proza ironiczna (1904)
- Colloquia albo Rozmowy (1905)
- Nowenna czyli Dziewiecdziesiat dziewiec dytyrambow o szczesciu (1906)
- Prawo własności (1909)
- Baśń o prawdzie (1910)
- Noc i Dzień (1910)
- Kamień filozoficzny (1911)
- Zwierzyniec (1912)
- Bajki o zwierzętach (1916)
- W kraju słońca (1919)
- Toast (1923)
- Ofiara królewny (1906) — сатирико-фантастическая повесть
- сатирическая поэма Księga rodzaju (1911)
- Антология Satyra polska (1914)
- Murzyn z załogi Narcyza: opowiadanie o kasztelu (в соавт. 1928) и др.

Занимался переводами. Использовал псевдонимы Ян Лем, Ян Леман.